# آرثر أوكامورا
آرثر أوكامورا (بالإنجليزية: Arthur Okamura)‏ هو فنان ورسام أمريكي، ولد في 24 فبراير 1932 في لونغ بيتش في الولايات المتحدة، وتوفي في 10 يوليو 2009 في بوليناس في الولايات المتحدة.

## وصلات خارجية
- آرثر أوكامورا على موقع IMDb (الإنجليزية)